# Octopath Traveler
Octopath Traveler (オクトパス トラベラー Okutopasu Toraberā?) es un videojuego de rol desarrollado por Square Enix, en colaboración con Acquire. El juego fue lanzado para Nintendo Switch en julio de 2018, para Microsoft Windows en junio de 2019, para Stadia en abril de 2020 y para Xbox One en marzo de 2021. El videojuego vendió más de 2,5 millones de copias en todo el mundo hasta febrero de 2021 y recibió una recepción crítica «generalmente favorable», siendo el punto de elogio más común los gráficos y el estilo artístico. Una precuela, Octopath Traveler: Champions of the Continent, fue lanzada en 2020 en Japón, en Norteamérica y Europa en 2022.

## Sinopsis
Octopath Traveler es un videojuego de rol que ofrece gráficos estéticos conocidos como «HD-2D». Es definido por sus desarrolladores como la combinación de diseños y texturas al estilo de los 16 bits de la consola Super Nintendo (Super Famicom en ciertas regiones) con entornos poligonales y efectos de alta definición.
El juego pone al jugador en el papel de uno de los ocho personajes principales, cada uno empieza su viaje por razones distintas:
- Los personajes inician desde diferentes partes de ese mundo.
- Cada personaje inicia con un determinado trabajo y manejo de cierta arma específica (durante el juego se le puede agregar otro trabajo, el cual incluye el manejo del arma vinculada al mismo).
- Cada personaje tiene una acción de senda (que se usan con NPC o Personaje no jugador fuera de batalla) y talento (que se usan contra enemigos en batalla o se usan ante ciertos objetos fuera de batalla) únicos.

## Desarrollo y lanzamiento
El proyecto fue iniciado por los productores Masashi Takahashi y Tomoya Asano, quienes previamente dirigieron los títulos de Nintendo 3DS Bravely Default y Bravely Second: End Layer. Acquire fue elegido como socio de desarrollo del videojuego con base en su trabajo anterior en la serie de videojuegos What Did I Do to Deserve This, My Lord?. Durante el proceso de desarrollo, se tuvieron en cuenta varias opciones gráficas, como la profundidad, la resolución, la saturación y otras características, como si el agua debiese ser pixelada o fotorrealista, para perfeccionar el aspecto «HD-2D». Los ocho personajes principales, cuatro masculinos y cuatro femeninos, se eligieron para proporcionar diferentes variaciones en el grupo. Todos los personajes tienen diferentes clases, y el diseño de personajes, así como los comandos de campo, se basan en diferentes ocupaciones en la Europa medieval.
Octopath Traveler fue anunciado el 13 de enero de 2017, bajo el título provisional Project Octopath Traveler. La primera demo pública del videojuego se lanzó en Nintendo eShop el 13 de septiembre de 2017. Para la demo, fueron elegidos Olberic y Primrose como protagonistas, ya que sus historias comenzaron en un lugar similar y los desarrolladores querían que la gente pudiera reclutar al otro personaje después de terminar la historia. La segunda demo fue lanzada el 14 de junio de 2018 e incluyó varios ajustes y mejoras recopilados de encuestas a los jugadores, junto con los ocho personajes jugables y la transferencia de datos guardados al videojuego completo. La segunda demo consistió en los primeros capítulos de la historia de cada personaje, con ciertas áreas bloqueadas para el jugador y también tenía un límite de tiempo de juego de tres horas. El juego fue lanzado en todo el mundo el 13 de julio de 2018. El mismo día también fue lanzada una edición especial que incluía la banda sonora del videojuego, una réplica de la moneda usada en el videojuego, un libro pop-up y una réplica del mapa de Orsterra.
El videojuego fue lanzado para Microsoft Windows el 7 de junio de 2019. Una precuela para Android e iOS, titulada Octopath Traveler: Champions of the Continent, fue lanzado en Japón en 2020, mientras que será lanzado en Norteamérica y Europa en 2022. Una versión de Stadia fue lanzada el 28 de abril de 2020. El videojuego fue lanzado para Xbox One el 25 de marzo de 2021 y se agregó al servicio Xbox Game Pass el mismo día. Según Takahashi, para el videojuego no se planean contenido descargable u otras actualizaciones importantes de contenido posteriores al lanzamiento.

## Premios
| Año  | Premio                  | Categoría                                   | Resultado |
| ---- | ----------------------- | ------------------------------------------- | --------- |
| 2018 | Game Critics Award      | Mejor RPG                                   | Nominado  |
| 2018 | Premios Golden Joystick | Mejor narrativa                             | Nominado  |
| 2018 | Premios Golden Joystick | Juego del año de Nintendo                   | Ganador   |
| 2018 | The Game Awards         | Mejor dirección artística                   | Nominado  |
| 2018 | The Game Awards         | Mejor música/dirección de sonido            | Nominado  |
| 2018 | The Game Awards         | Mejor juego de rol                          | Nominado  |
| 2018 | Gamers' Choice Awards   | Mejor juego de rol por los fanes            | Nominado  |
| 2019 | SXSW Gaming Awards      | Excelencia en arte                          | Ganador   |
| 2019 | SXSW Gaming Awards      | Excelencia en banda sonora                  | Nominado  |
| 2019 | SXSW Gaming Awards      | Nueva propiedad intelectual más prometedora | Nominado  |
| 2019 | Famitsu Awards          | Premio a la excelencia                      | Ganador   |
| 2019 | Famitsu Awards          | Premio novato                               | Ganador   |
| 2019 | Famitsu Awards          | Premio a la mejor música en un videojuego   | Ganador   |